# Joanna Lumley
Dame Joanna Lamond Lumley (ur. 1 maja 1946 w Śrinagarze) – brytyjska aktorka filmowa, teatralna i telewizyjna, była modelka, działaczka na rzecz obrony praw człowieka i ochrony zwierząt, członkini i patronka organizacji pomocowych i charytatywnych, pisarka, Dama Komandor Orderu Imperium Brytyjskiego.

## Kariera
Urodziła się w rodzinie Thyi Rose Weir i brytyjskiego majora James Rutherford-Lumley, który stacjonował wówczas w Indiach. Ukończyła m.in. St Mary’s Convent School, St Leonards-on-Sea; Lucie Clayton Finishing School. Przed rozpoczęciem kariery aktorskiej pracowała jako zawodowa modelka. Jej pierwszą rolą na dużym ekranie był epizod w nakręconym w 1968 filmie Some Girls Do. W 1969 wystąpiła w pierwszej poważnej roli w filmie o Jamesie Bondzie W tajnej służbie Jej Królewskiej Mości. W latach 1976–1977 grała w serialu The New Avengers, ale dopiero po zagraniu w emitowanym w latach 1979–1982 serialu Sapphire and Steel głównej roli Sappire stała się aktorką rozpoznawalną, nawet otrzymała przydomek „Angielskiej Róży”. Grała również w wielu innych produkcjach telewizyjnych, do których należy zaliczyć m.in.: Szpital miejski, Steptoe and Son, Partnerzy, Mirror Ball, Szalone krowy, Córka Mistrala czy Prawdziwe angielskie małżeństwo.
Na początku lat 80. XX wieku zagrała w dwóch filmach z serii o przygodach Różowej Pantery, które realizował Blake Edwards. Były to Ślad Różowej Pantery w 1982 i Klątwa Różowej Pantery w 1983.
Mimo bogatego dorobku największą sławę przyniosła jej niesamowita rola Patsy Stone z realizowanego od 1992 przez duet „French & Saunders” serialu Absolutnie fantastyczne, za którą otrzymała nagrodę BAFTA dla Najlepszej Aktorki Komediowej oraz dla Największej Osobowości Komediowej. Grała tam w duecie z Jennifer Saunders.
Joanna Lumley obok ról telewizyjnych grała również w wielu realizacjach kinowych Shirley Valentine z 1989, Duch w Monte Carlo z 1990, Jakubek i brzoskwinia olbrzymka z 1996,  Powrót do domu z 1998 czy Maybe Baby z 2000. Użyczyła swojego głosu w filmie Tima Burtona (Gnijąca panna młoda) z 2005 roku oraz w filmie animowanym Safari z 2010.
Lumley jest też aktorką teatralną, wybitną kreację stworzyła w sztuce List. Do jej dorobku należą również występy w Noel and Gertie, Wiśniowy sad, Blithe Spirit, Jaś i magiczna fasola oraz w Mąż idealny.
W 2000 roku była współproducentką serialu telewizji BBC The Cazalet Chronicles.
Dwukrotnie (2004, Noc w bibliotece i 2010, Zwierciadło pęka w odłamków stos) wystąpiła w ekranizacjach powieść Agathy Christie, gdzie wcieliła się w rolę Dolly Bantry – przyjaciółki Panny Marple.
W 2013 roku wystąpiła w nominowanym do Oscara filmie w reżyserii Martina Scorsese – Wilk z Wall Street.

## Działalność społeczna i charytatywna

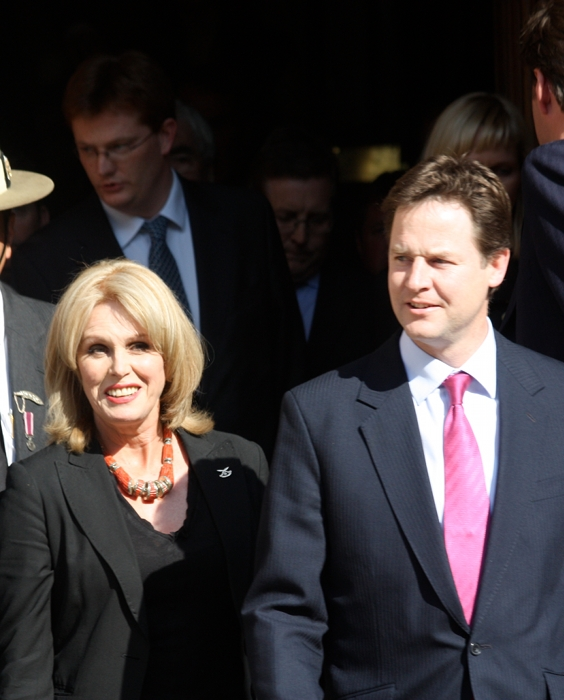
Joanna Lumley i Nick Clegg (polityk)

Joanna Lumley jest znana z działalności dotyczącej obrony praw człowieka i obrony praw zwierząt.
Aktywnie zaangażowała się w kampanię na rzecz sprawiedliwego traktowania Gurkhów, tj. hinduskich weteranów, którzy walczyli w brytyjskich formacjach wojskowych przed 1997. Lumley głośno przypomina, że Gurkhowie byli brytyjskimi żołnierzami przez ostatnie 200 lat, a ponad 50 tys. oddało swoje życie w obronie niepodległości Wielkiej Brytanii.
Działa również w organizacji „Survival International”, która broni interesów rdzennej ludności na terenach zagrożonych. Joanna Lumley zwróciła uwagę na zagrożoną narodowość Dongria Kondh, która żyje w indyjskich górach. Na terenach, gdzie żyją od wieków planowana jest ogromna kopalnia boksytów, która przyniesie zagładę naturze, jak i siedliskom ludowi Dongria Kondh.
Od 1993 jest patronką fundacji „Tree Aid” zajmującą się walką z afrykańskim ubóstwem, która łączy pomoc ludziom z ochroną środowiska.
Jest członkiem „Royal Geographical Society” (FRGS), wspiera organizacje działające na rzecz zwierząt CIWF i Viva! oraz patronuje wielu organizacjom charytatywnym.
Za swoją działalność została w 1995 odznaczona Orderem Imperium Brytyjskiego IV klasy (OBE), a w 2022 otrzymała rangę damy komandora tegoż orderu (DBE).
Pięć uniwersytetów uhonorowało ją tytułem doktora honoris causa: University of Kent w 1994, sześć lat później Oxford Brookes University, Uniwersytet w St Andrews w 2006, dwa lata później Queen’s University Belfast, a University of Chester w 2019.
W lutym 2013 została oceniona jako jedna ze 100 najbardziej wpływowych kobiet w Wielkiej Brytanii przez popularną, brytyjską rozgłośnię radiową BBC Radio 4.

## Życie prywatne
Na początku lat 60. była partnerką brytyjskiego fotografa Michaela Claydona, z tego związku pochodzi jedyny syn aktorki James (ur. 1967). W roku 1970 poślubiła pisarza i scenarzystę Jeremy’ego Lloyda. Małżeństwo to zakończyło się rozwodem po kilku miesiącach. Jej drugim i obecnym mężem od 1986 roku jest angielski dyrygent Stephen Barlow. Joanna Lumley ma dwie wnuczki Alice i Emily.
Lumley mieszka wraz z mężem w Londynie. Mają też dom w pobliżu miejscowości Penpont w południowej Szkocji.
Użytkownicy AOL w Wielkiej Brytanii dobrze znają głos Joanny Lumley, to ona nagrała pozdrowienie „Witamy w AOL” i informację „Masz wiadomość e-mail”.
Aktorka jest wegetarianką.

## Filmografia

### Filmy kinowe
- 1969: W tajnej służbie Jej Królewskiej Mości jako Angielka
- 1970: Tam Lin jako Georgia
- 1971: Odrażający dr Phibes jako asystentka w laboratorium
- 1972: Don’t Just Lie There, Say Something jako Giselle Parkyn
- 1973: Szatański plan Draculi jako Jessica Van Helsing
- 1975: Szpital miejski jako pacjentka
- 1976: The Cuckoo Waltz jako Harriet Paulden
- 1979: The Plank jako Hitchhiker
- 1982: Na tropie Różowej Pantery jako Marie Jouvet
- 1983: Klątwa Różowej Pantery jako hrabina Chandra
- 1986: The Glory Boys jako Helen
- 1989: Shirley Valentine jako Marjorie Majors
- 1990: Duch w Monte Carlo jako lady Drayton
- 1992: Niewinne kłamstwa jako lady Helen Graves
- 1995: Farma na odludziu jako Mary Smilling
- 1996: Jakubek i brzoskwinia olbrzymka jako Ciocia Spiker
- 1997: Książę Waleczny jako Morgana Le Fay
- 1997: Todd rzeźnik jako pani Lovett
- 1998: Powrót do domu jako Dian Carey-Lewis
- 1999: Szalone krowy jako Gilian
- 1999: Sprawy ostateczne jako Freda
- 2000: Maybe Baby jako Sheila
- 2001: Zakazana namiętność jako Elenor Galyn
- 2002: Mirrorball jako Jackie Riviera
- 2003: Standing Room Only jako pani Clark
- 2004: Eurotrip jako recepcjonistka
- 2004: Panna Marple: Noc w bibliotece jako Dolly Bantry
- 2005: Magiczna karuzela jako Erminitrude
- 2005: Gnijąca panna młoda jako Maudeline Everglot
- 2006: Ella zaklęta jako Dama Olga
- 2007: Lalki jako madame Muscat
- 2009: Boogie Woogie jako Alfreda Rhinegold
- 2010: Panna Marple: Zwierciadło pęka w odłamków stos jako Dolly Bantry
- 2011: Safari jako Żyrafa Gissele (głos)
- 2011: Jesienna miłość jako Charlotte
- 2012: The Making of a Lady jako lady Maria Byrne
- 2013: Wilk z Wall Street jako Ciotka Emma
- 2013: Gangsta Granny jako Elżbieta II
- 2014: Death Knight Love Story jako lady Blameaux
- 2017: Do zakochania jeden krok jako Jackie

### Seriale
- 1973: Coronation Street jako Elaine Perkins
- 1973–1975: Are You Being Served? jako panna French, sprzedawczyni perfum
- 1976–1977: The New Avengers (nagroda BAFTA) jako Purdey
- 1979–1982: Sapphire & Steel jako Sapphire
- 1984: Córka Mistrala jako Lally Longbridge
- 1992–2005: Absolutnie fantastyczne (2 nagrody BAFTA, 3 razy nominacja do BAFTA, nagroda British Comedy Award) jako Patsy Stone
- 1998: Prawdziwe angielskie małżeństwo (nominacja do BAFTA) jako Liz Franks
- 1999: Doctor Who and The Curse of Fatal Death jako ostatnia inkarnacja Doktora
- 2002: Up in Town (nominacja do British Comedy Award) jako Madison Blakelock
- 2006–2009: Panie z Clatterford jako Delilah Stagg
- 2011: Kochanki jako Vivienne Roden
- 2013: Jonathan Creek jako Rosalind Tartikoff
- 2025: Wednesday jako Hester Frump

### Filmy dokumentalne
- 2008: Joanna Lumley w krainie zórz polarnych (Joanna Lumley in the Land of the Northern Lights)
- 2008: Ian Fleming: Where Bond Began
- 2009: Joanna Lumley: Catwoman
- 2010: Joanna Lumley’s Nil
- 2011: Joanna Lumley: Moja grecka odyseja (Joanna Lumley’s Greek Odyssey)
- 2012: Joanna Lumley: Poszukiwania Arki Noego (Joanna Lumley: The Search for Noah’s Ark)
- 2014: Joanna Lumley: Meets will.i.am

## Teatr
- 1971, Garrick Theatre: Don’t Just Lie There Say Something
- 1982, British tour: Private Lives
- 1983, King’s Head: Noel & Gertie
- 1984, Dundee Rep: Hedda Gabler
- 1986, Vaudeville Theatre: Blithe Spirit
- 1987, Chichester Festival: Mąż idealny
- 1991, Strand Theatre: The Revengers’ Comedies
- 1995, Lyric Hammersmith: List
- 1996, Royal Albert Hall: Jaś i magiczna fasola
- 2007, Crucible Theatre: Wiśniowy sad
- 2010, West End: La Bête
- 2011, Theatre Royal przy Drury Lane: The Lion in Winter

## Dorobek pisarski
- Peacocks and Commas: Best of the Spectator Competitions (1983)
- Stare Back and Smile: Memoirs (1989)
- Forces Sweethearts (1993)
- Girl Friday (1994)
- In the Kingdom of the Thunder Dragon (1997)
- No Room for Secrets (2005)
- Ansolutely (2011)